# Obelia longicyatha
Obelia longicyatha är en nässeldjursart som beskrevs av George James Allman 1877. Obelia longicyatha ingår i släktet Obelia och familjen Campanulariidae. Inga underarter finns listade i Catalogue of Life.